# Місцевий ярмарок (фільм, 1932)
Місцевий ярмарок (англ. The County Fair) — американський докодексовий фільм 1932 року режисера Луї Кінга. У ролях Гобарт Босворт, Маріон Шиллінг та Ральф Інс.
За сюжетом, полковнику штату Кентуккі та колишньому жокею вдається перемогти банду злочинців, які сподіваються заробити грошей на перегонах.

## Ремейки
У фільми є два ремейки, й обидва рази їх знімала компанія Monogram Pictures, яка також відповідальна за створення оригінального фільму:
- Місцевий ярмарок (1937)
- Місцевий ярмарок (1950)

## У ролях
- Гобарт Босворт - полковник Ейнсворт
- Маріон Шиллінг — Еліс Ейнсворт
- Ральф Інс — Даймонд Барнетт
- Вільям Колльєр-мл. — Джиммі Долан
- Фред «Сніжинка» Тунз[en] — комендант
- Джордж Чезебро — зброяр
- Отто Гоффман — Спекс Метьюз
- Артур Міллетт — Генк Бредлі
- Едді Кейн — Фішер